# 이광선 (조선의 무신)
이광선(李光先, 1563~1616)은 조선 중기의 무신이었다. 임진왜란 휴전기인 1596(병신)년 5월 삼도수군통제사 이순신과 교유하여 난중일기초고에 문촌공이라 기록하였다. 본관은 함평(咸平) 자는 여효(汝孝) 號는 文村 시호(諡號)는 함고(咸咎)이며 나주(羅州) 출신으로, 시조(始祖) 고려(高麗) 삼사사(三司使) 벽상삼한삼중대광(壁上三韓三重大匡) 보국숭록대부(輔國崇祿大夫) 좌명공신(佐命功臣) 함풍부원군(咸豐府院君) 이광봉(李光逢)의 후예이다.

## 생애 전반

### 유년시절
咸城君 이극해(李克諧)의 7세손으로 1563年(명종18) 나주에서 參奉 夢楨의 장남으로 태어났다.
어려서부터 莎村 崔四勿의 문하에서 동생 光後와 함께 經史를 익혀 학문이 뛰어나고 文武의 才能을 겸비하여 勇力과 智略이 드날리어 스승이 애지중지하고 보는 사람마다 절로 존경하여 복종하였다. 학문을 연마하던 형제는 내우외환의 엄중한 시기에 경사(經史)를 탐독하는 것이 능사가 아님을 깨닫고 무장의 길을 선택하였다.

### 무과 급제
형제는 1591년(선조 24) 10월 武科에 응시하여 300명 중 李光先은 29세로 을과 15위(16/300)를, 동생 李光後는 약관 20세 젊은 나이에 병과 4위(39/300)로 나란히 급제하는 쾌거를 이루었다. 李光先은 훈련원 현신교위(顯信校尉)에 초수 되었고, 중앙군 소속의 部將(종6품)에 제수 되었고, 동생 李光後은 훈련원 창신교위(彰信校尉)에 초수 되었다. 한 집안에서 홍패(紅牌) 1장도 어려운데, 세 숙질이 연이어 홍패를 받았으니, 가문의 명성이 일세를 풍미하였다. 그 영광도 잠시

## 임진 왜란
1592년(선조 25) 5월 1일(음력 4월 13일)에 고니시 유키나가가 이끌던 일본군 함대 700척이 오후 5시경 부산포를 침략하여 임진왜란이 발발하여 조선은 백척간두(百尺竿頭)의 위기에 처하였다. 세 숙질은 일신의 안녕을 돌보지 않고 구국(救國)의 간성(干城)으로서 소임을 다하였다. 이에 따라 일가족(一家族) 삼충신(三忠臣)이라는 호칭이 대대로 전해 내려오고 있다. 그러나 전란의 엄중함으로 세 숙질의 활약상을 담은 기록은 제대로 보존되지 못하였다. 휘 몽상은 군자감 판관을 역임했다는 자료만 남았다. 휘 광후는 선전관(宣傳官)의 소임을 띠고 삼도수군통제사인 충무공(忠武公)에게 임금(宣祖大王)의 명령을 전했다는 난중일기의 기록과 숙천부사(肅川府使)로 추증했다는 기록만 남겼을 뿐, 후손마저 두지 못하고 절사(絶嗣)하고 말았다.

### 선조 호종
1592년 4월 13일 임진왜란 발발로 전국 방방곡곡이 왜군에게 유린 되어 선조 임금이 義州로 播遷할 상황에 이르렀다. 공은 분연히 “臣下는 이때가 국가를 위하여 忠誠을 다할 때 다 하고” 경복궁에 들어가 部將으로서 4월 30일부터 6월 22일까지 대궐에서 義州까지 御駕를 호위하니, 임금이 가상히 여기시고 특별히 선전관에 제수하면서 장검을 하사하였다. 義州의 行朝가 三南지방과 불통되고 있어, 公은 임금의 命을 받은 宣傳官의 직분으로 單騎로 東萊에 달려가던 중 왜군에게 포위되었으나, 왜적의 목 수십 급을 베니 왜적들이 감히 범치 못하여 곧바로 湖南倡義 軍陣에 이르렀다.

### 이치 전투
그리고 公은 고인후(高因厚), 노인(魯認), 이충립(李忠立)과 적을 토벌할 것을 모의하고, 권율장군(權慄將軍)의 막하(幕下)에 들어가 협모하여 1592년 7월 7일 웅치에서 왜군과 전투하고, 7월 8일 1천5백명의 군사로 梨峙에서 항전하여 왜군을 격퇴하는데 큰 功을 세웠다.

### 행주 대첩
이광선(李光先, 1563~1616)은 1593년 2월 12일 權慄將軍이 정병 2천3백명과 함께 漢江을 건너 幸州山城에 들어가 土城을 쌓고 木柵을 치고 있을 때, 평안도 황해도로부터 후퇴하는 왜군 三萬大軍이 이날 새벽 총출동하여 幸州山城을 포위하고 셋으로 나뉘어 교대하며 공격해 왔으나 워낙 山城이 높고 가파르며 我軍이 고지대에서 활과 총통을 쏘고 돌을 던지며 全軍이 죽음을 무릅쓰고 民官軍과 僧兵 婦女子까지 가담한 조선군이 결사 抗戰하여 물리치니 왜군은 戰死者의 시체를 모아서 태우고 달아났다. 2천3백명의 작은 군대로 3만명의 왜군을 격퇴하였다. 幸州大捷으로 인하여 아군(我軍)과 명군(明軍)의 사기가 충천(衝天)되고 왜군은 南으로 퇴각하기에 다행히 行朝의 임금이 환도하게 되었으니, 그 승전의 의의는 실로 크다고 하겠다. 임진왜란 종전 후 1602년(선조 35) 건공장군 소강진수군 첨절제사 이광선은 그날의 승전을 기념하고 길이 후대에 전하기 위해 전투의 현장 德陽山 정상에 大捷碑 건립을 주간하였다. 幸州大捷 주요 인물 20인의 한 사람으로 등재되었다.

### 난중일기 원문
丙申年 五月
四日庚午。 晴。 是日天只辰。 不能進獻一盃。 懷自不平。 不出。 午後右水使接供公間。 失火盡焚。 ○是夕。 文村公來自富饒。 持趙琮簡。 則趙玎。 四月初一日棄世云。 可痛悼。 可痛悼。 虞候。 祭厲神于前峯。
五日辛未。 晴。 是暁行厲祭。 早朝食出坐。
위 원문을 국역하면 “병신년 [1596년] 5월 4일 경오 맑음. 오늘은 어머님의 생신인데 나아가 헌수(獻壽)의 한잔도 올리지 못하니 마음이 절로 편치 못했다. 밖에 나가지 않았다. 오후에는 전라 우수사가 공무 보는 관사에 불이 나서 모두 타버렸다. 이날 저녁에 문촌공(文村公 =이광선 號)이 부요(富饒)에서 왔다. 조종(趙琮)의 편지를 가지고 왔는데, 조정(趙玎)이 4월 1일 세상을 떠났다고 했다. 매우 애통하다. 전라좌우후 이몽구(李夢龜)가 앞산에서 여귀(厲鬼)에게 제사 지내기로 했다. 5월 5일 신미 맑음, 이날 새벽에 여제(厲祭)를 지냈다.
이광선(李光先, 1563~1616)은 1596년 5월 휴전 중에 宣傳官의 직분으로 한산도에 들어가 삼도수군통제사 李舜臣과 交遊하며 밤을 새웠다. 戰術을 논하였다는 사실이 난중일기, 충무공유사, 이충무공전서 등에 친동생 선전관 이광후(李光後)와 함께 등재되었다.

### 소강진수군 첨절제사
선조 임금께서는 임진왜란 종전 후 이광선이 幸州大捷에서 武功을 세운 사실을 들으시고 매우 기뻐하시면서 公에게 1599년 7월 선략장군(宣略將軍), 8월 소위장군(昭威將軍), 9월 보공장군(保功將軍)으로 차례로 7단계를 승진 제수하였으며, 1601년 건공장군 소강진수군 첨절제사)(建功將軍 所江鎭水軍 僉節制使(종3품)에 제수하여 역임하였다.

### 선무원종공신(宣武原從功臣)
소강진첨절제사(所江鎭僉節制使) 이광선은 임진왜란에 혁혁한 전공을 세우고 왜침으로 나라가 어지러울 때 의주로 파천하는 임금을 모시는데 공이 있어 임란 발발 후 13년이 지난 1605년 조정이 평온을 찾자 그날의 武功을 가려 宣武原從功臣에 錄勳 되었다.

## 임진왜란 나주 개선장군 이광선
건공장군 이광선(李光先, 1563~1616)은 도원수 권율 장군 막하에서 이치대첩과 행주대첩에서 큰 전공이 있어 선무원종공신에 책록하고 1609년(광해군 원년) 임진왜란 나주 개선장군(凱旋將軍)으로 향리에서 후학 양성에 매진하시다가 1616년 8월 7일 향년 54세를 일기로 서거하였다.

### 사후 관직
이광선(李光先, 1563~1616)의 사후 행적은 1602년 행주대첩비와 1866년 이치대첩비에 등재되었다. 1898년 전라도 어사 李承旭이 쓴 묘갈명, 1907년 後石 吳駿善이 쓴 行狀의 기록에도 나타나 있다. 한편, 公의 명성과 덕망을 추앙하여 보령 護國祠와 금산 金谷祠에 배향되었다. 公 사후 병조참판에 추증하고 節惠之典으로 “함고(咸咎)”라는 諡號가 내려졌지만, 후세에 전하지 않는 것은 참으로 비통한 일이며, 識見이 있는 선현들은 이 사실을 매우 안타까워하였다. 1898년 전라도 어사 시종원 시종 완산 李承旭이 쓴 이광선 장군의 묘갈명에 기록하였다.

## 일가족 삼충신
본인 [무과] 이광선/ 선조 24년(1591) 辛卯別試 을과(乙科) 15위(16/300)
동생 [무과] 이광후/ 선조 24년(1591) 辛卯別試 병과(丙)科) 4위(39/300)
숙부 [무과] 이몽상/ 선조 22년(1589) 己丑 增廣試 병과(丙科) 11위(19/28)

## 문화재 지정 등록
이광선(李光先, 1563~1616)의 선무원종공신녹권과 교지 및 고문서 총 12점은 公이 떠난 뒤 400여년이 지난 후 공의 14세손 이재향(李載香)의 열정(熱情)으로 도서관 서고에 머물러 있던 난중일기,충무공유사 등 새로운 자료를 발굴하여, 公이 남긴 遺物 총 12점은 全羅南道 문화재자료 제297호로 지정 등록하였다.
2001년 공의 14세손 이재향(李載香)이 도서관 서고에 머물러 있던 1591년 실시한 신묘별시무과 방목, 1602년 건립한 행주대첩비, 1866년 건립한 이치대첩비 등 새로운 자료를 발굴하여 향토민들과 후손들이 뜻을 모아 將軍의 구국 충정을 기리는 이광선 장군 忠義碑를 건립하였고, 2006년 충무공 난중일기, 충무공 유사, 이충무공전서 및 이은상 번역본 등을 발굴 확인한 후, 2023년 군자감판관 이몽상, 임란공신 건공장군 이광선, 숙천부사 이광후 등 삼숙질의 일문 삼충유허비를 순천대학교 사학과 이욱 문학박사가 행장을 찬하여 이광선 장군 忠義碑와 나란히 건립하였다. 2024년 나주목향토문화연구회 회장 나천수 문학박사가 국역하고 후손 이재향(李載香)이 공동 집필하여 "임진왜란 나주 개선장군 이광선 평전" 500권을 발간하여 국회도서관, 국립중앙도서관 등 전국 대학도서관과 일반공공도서관에 300권을 증정하여 이광선 장군의 가문을 세상에 널리 알리는 계기기 되었다.

## 참고 문헌
전라남도 지정 문화재자료 제297호
신묘별시문무과방목(1591년) 무과 을과 제15위 급제
선조실록
충무공 난중일기(1596년)
교지(1599~1601년) 4점 (전라남도 문화재자료 제297호)
선무원종공신녹권(1605년) 1점 (전라남도 문화재자료 제297호)
충무공유사(1693년)
행주대첩비(1602년)
이치대첩비(1866년)
李光先 將軍 褒獎 上書(1798~1903년) 7점 (전라남도 문화재자료 제297호)
호남절의록(1799년)
금성삼강록(1802년)
도원수권공율 임란참좌제공록(1890년)
이광선 장군 묘갈명(1898년)-전라도 암행어사 이승욱
이광선 장군 묘갈명(1907년)-후석 오준선
이광선 장군 묘갈명(1907년)-남파 이탁헌(석비)
이광선 장군 충의비(2001년)-문학박사 나천수(석비)
일문삼충유허비(2023년)-순천대학교 이욱 문학박사(석비)
임진왜란 나주 개선장군 이광선 평전(2024년)-간행 전국공공도서관 300권 증정
이광선 장군 묘갈명(2025년)-문학박사 나천수(석비)

## 문촌공 이광선 가계
[부(父)]
성명 : 이몽정(李夢楨) 참봉(參奉)
[조부(祖父)]
성명 : 이운(李雲) 충순위(忠順衛)
[증조부(曾祖父)]
성명 : 이진충(李盡忠) 현감(縣監)
[처부(妻父)]
성명 : 강응성(姜應星)
[안항(鴈行)]
제(弟) : 이광후(李光後) 1591[武] 숙천부사(肅川府使) 추증(追贈)
제(弟) : 이광립(李光立)
숙부(叔父) 이몽상(李夢祥) 1589년[武] 군자감(軍資監) 판관(判官)